# Kurrakkajärvi
Kurrakkajärvi är en sjö i Kiruna kommun i Lappland och ingår i Torneälvens huvudavrinningsområde. Sjön har en area på 0,66 kvadratkilometer och ligger 431 meter över havet.

## Delavrinningsområde
Kurrakkajärvi ingår i det delavrinningsområde (758831-173704) som SMHI kallar för Utloppet av Kurrakkajärvi. Medelhöjden är 477 meter över havet och ytan är 11,63 kvadratkilometer. Det finns inga avrinningsområden uppströms utan avrinningsområdet är högsta punkten. Vattendraget som avvattnar avrinningsområdet har biflödesordning 3, vilket innebär att vattnet flödar genom totalt 3 vattendrag innan det når havet efter 403 kilometer. Avrinningsområdet består mestadels av skog (42 procent), sankmarker (39 procent) och kalfjäll (13 procent). Avrinningsområdet har 0,74 kvadratkilometer vattenytor vilket ger det en sjöprocent på 6,3 procent.

## Historia
Kurrakkajärvi omnämns i en skattelängd från 1594 som Kurack. Sjön brukades av samer inom den historiska lappbyn Siggevara eller Lulebyn (Nederbyn), som omfattade den östra delen av Jukkasjärvi socken.